# جون بي كرومويل
جون بي كرومويل (بالإنجليزية: John P. Cromwell)‏ هو رجل غواصة وضابط أمريكي، ولد في 11 سبتمبر 1901 في هنري في الولايات المتحدة، وتوفي في 19 نوفمبر 1943.